# 無常經
《無常經》（梵：Anityatā Sūtra），又名《三啟經》，唐朝武后大足元年，義淨三藏於洛陽大福先寺譯出，有藏語譯本以及西夏語譯本的殘葉。古代印度佛教為亡者送葬，會諷誦《無常經》，然後各念無常，還歸住處。於午後或日暮於寺院向佛陀行讚詠之禮時，亦多諷詠此經。

## 經題
本經前有十頌左右讚嘆三寶，次為經文正文，最後十餘頌迴向發願，節段三開，故名為三啟經，傳說此偈頌為馬鳴所作。
無常，字面意義為變異，意思是一切世間萬物終將變異而壞滅，無常存者。

## 內容
全經旨在述說人生而無常，為老、病、死這三法所苦，因此如來出現於世，教導眾生解脫及調伏煩惱之法。本經與《雜阿含經》1240經、《別譯雜阿含經》67經，雖說法對象不同，一為對諸比丘說，一為對波斯匿王說，但內容大致相近。又《雜阿含經》第346經亦與本經相通。

## 註解
據《新編諸宗教藏總錄》記載，《無常經》的註釋，有法藏《無常經疏》一卷、省辯《無常經新鈔》六卷、遇榮《無常經直釋義記》一卷。現皆亡佚，僅韓國松廣寺藏有《無常經新鈔》斷簡。

## 外部連結

### 三啟無常經
- 無常經 （页面存档备份，存于）（義淨譯）
- 無常三啟經 （页面存档备份，存于）（敦煌本）

### 相關經文
- 《法句經》偈頌對照表：Anityavarga 無常品 （页面存档备份，存于）
- 雜阿含956經、別譯雜阿含350經、增壹阿含50品10經、相應部15相應20經/毘富羅山經 （页面存档备份，存于）
- 雜阿含1240經、別譯雜阿含67經 （页面存档备份，存于）、增壹阿含26品6經 （页面存档备份，存于）、相應部3相應3經/老死經 （页面存档备份，存于）
- 雜阿含346經、增支部10集76經/三法經 （页面存档备份，存于）
- 雜阿含84經、相應部22相應45經/無常經 （页面存档备份，存于）
- 中阿含120經/說無常經、相應部22相應76經/阿羅漢經 （页面存档备份，存于）
- 生經第17經/迦旃延說無常經 （页面存档备份，存于）
- 諸行有為經 （页面存档备份，存于）（法天譯），梵語經題：Anityatā Sūtra （页面存档备份，存于）